# Красне (гміна, Пшасниський повіт)
Гміна Красне (пол. Gmina Krasne) — сільська гміна у центральній Польщі. Належить до Пшасниського повіту Мазовецького воєводства.
Станом на 31 грудня 2011 у гміні проживало 3872 особи.

## Площа
Згідно з даними за 2007 рік площа гміни становила 100.94 км², у тому числі:
- орні землі: 89.00%
- ліси: 4.00%

Таким чином, площа гміни становить 8.29% площі повіту.

## Населення
Станом на 31 грудня 2011:
| Опис     | Загалом | Загалом | Чоловіки | Чоловіки | Жінки | Жінки |
| -------- | ------- | ------- | -------- | -------- | ----- | ----- |
| одиниця  | осіб    | %       | осіб     | %        | осіб  | %     |
| все      | 3872    | 100     | 1934     | 49.95    | 1938  | 50.05 |
| міське   | 0       | 100     | 0        |          | 0     |       |
| сільське | 3872    | 100     | 1934     | 49.95    | 1938  | 50.05 |

## Сусідні гміни
Гміна Красне межує з такими гмінами: Ґолимін-Осьродек, Карнево, Опіноґура-Ґурна, Плоняви-Брамура, Пшасниш, Черніце-Борове.